# Antônio Saturnino de Mendonça Júnior
Antônio Saturnino de Mendonça Júnior, ou A. S. de Mendonça Jr. como assinava seus livros, (Passo de Camaragibe, 8 de março de 1908 - Rio de Janeiro, 23 de outubro de 1985) foi um  escritor e político brasileiro.

## Biografia
Nasceu no Engenho Maranhão, em Matriz de Camaragibe (que na época era um distrito de Passo de Camaragibe), filho de Antônio Saturnino de Mendonça e Estefânia Braga de Mendonça. Estudou primeiras letras no Colégio 15 de Março do professor Agnelo Barbosa, cursando depois Direito nas universidades federais do Recife e de Niterói. Foi promotor público em Rio Novo e Carangola, no estado de Minas Gerais, antes de retornar a Alagoas e dedicar-se à atividade política, ao jornalismo e à literatura.
Casado com Cloripes Matos Mendonça, foi pai do também deputado federal Antonio Saturnino de Mendonça Neto.
Participou da fundação do Partido Social Democrático (PSD) em Alagoas, de que foi representante na Câmara dos Deputados, entre 1950 e 1958, apoiando os governos de Getúlio Vargas e Juscelino Kubitschek, e notabilizou-se na literatura por sua lírica amorosa e por poemas e crônicas dedicados à paisagem e à humanidade da terra natal: lagoas, praias, rios, figuras populares, engenhos de fogo morto do Vale do Camaragibe.
Maria Heloisa Melo de Moraes publicou o livro "Itinerário geográfico-poético de Mendonça Jr." que aborda o obra do autor.  Na década de 20, ajudou a difundir o Modernismo em Alagoas, organizando a Festa da Arte Nova, e está presente, entre outras antologias,  na "Coletânea de poetas alagoanos" de Romeu de Avelar.
Presidiu a Academia Alagoana de Letras, eleito em  1958 e reeleito nos três anos seguintes, até 1961, quando foi sucedido por Jaime de Altavila. Também em seu estado natal, foi professor da Faculdade de Direito, membro do Instituto Histórico e presidente da Caixa Econômica Federal.

## Obras
- O que eu queria dizer ao seu ouvido (Maceió, 1946) - com soneto musicado por Hekel Tavares, que mereceu gravações de Hebe Camargo e Jorge Fernandes, no Rio de Janeiro, e, em Lisboa, integra o CD "Xodó : canções brasileiras para não esquecer".[9]
- Jornal da província (Maceió, 1948)
- Jornal de Alagoas (Maceió, 1949)
- Discursos parlamentares (Maceió, 1959)
- Planície (Maceió, 1961)
- Dinheiro e mulher bonita (Maceió, 1964)
- Poemas fora da moda (Rio de Janeiro, 1971)
- Marcha Nupcial (Rio de Janeiro, 1977)
- O anel de brilhante e outras histórias (Brasília,1979)[10]
- Tempo de falar (Maceió, 1983)
- O último senhor de engenho ( Maceió, 1987, edição póstuma da editora da Universidade Federal de Alagoas)
- De rerus pluribus (Maceió, 1995, edição póstuma da editora da Universidade Federal de Alagoas, reunindo crônicas publicadas no Gazeta de Alagoas e escritas também por Carlos Moliterno, Teotônio Vilela e Théo Brandão, sob a assinatura coletiva  de Juvenal)